# 藤原よしこ
藤原 よしこ（ふじわら よしこ、10月3日 - ）は、日本の漫画家。東京都出身。血液型はB型。
1988年、『少女コミック増刊』（小学館）に掲載の「Song for fifteen」でデビュー。主に『Cheese!』（小学館）で活動する。代表作は男女の淡い恋愛を描いた「キス、絶交、キス」シリーズ。同シリーズは、2人の恋模様をそれぞれの視点から描くなどして、登場人物の言動などに深みを持たせた。

## 主な作品
- はんぶん天使（1993年 - 1994年）
- 見えないKISS（1995年）
- プライベート・アイズ（1997年）
- 東京サボタージュ（1998年）
- 君のことばかり（2001年）
- キス、絶交、キス（2001年）
- キス、絶交、キス -ボクらの場合-（2002年 - 2005年、全10巻）
  - 収録作品：「真冬のエイプリルフール」（1巻）「恋の病にドロップ3錠」（3巻）「赤ずきんちゃん」（10巻）「まばたきするたびに」（10巻）
- 6年3組スターなやつら（2002年、てんとう虫コミックス）
- 37℃キッス（2003年）
  - 収録作品：「37℃キッス」「秘ノナミダ」「キャラメルキッス」「少年ナイフ」
- 恋なんかはじまらない（2005年 - 2007年、全7巻）
- 恋したがりのブルー（2008年 - 2009年、全6巻）
- だから恋とよばないで（2010年 - 2011年、全5巻）
- ピンクのしっぽ（2012年 - 2014年、全5巻）
- 恋について話そうか（2015年、全2巻）
- その時、君が泣いた（2016年、全3巻）
- 婚活姫と16歳の王子（2019年）
- あしなが王子様は失恋する（2019年 - 2022年、全5巻）
- おかしなふたり（2022年 - 、全3巻）